# 顏色 (紋章學)

紋章學使用的主要顏色：第一行是金屬色，第二行是原色，第三行是stains，第四行是非傳統的紋章學用色

Ermine是紋章學的一種毛皮紋樣

顏色（英語：Tincture）是紋章學的元素之一。紋章使用的顏色可大致分為金屬色 （metals）、原色（colours）、毛皮紋樣（furs）三種。後來加入了stains，其中毛皮紋樣是圖案，不是一般認知的單一顏色。
在中世紀歐洲，紋章的本來目的是為了便於在戰場上識別身披盔甲的人物。為了在遠方亦能識別人物，以往紋章能使用的顏色非常有限。